# Hedwigidium emersum
Hedwigidium emersum là một loài Rêu trong họ Hedwigiaceae. Loài này được (Müll. Hal. & Hampe) A. Jaeger mô tả khoa học đầu tiên năm 1876.